# Římskokatolická farnost – děkanství Česká Lípa – in urbe
Římskokatolická farnost – děkanství Česká Lípa – in urbe (lat. Lippa, Leippa, Bohemo-Lippa, něm. Böhmisch Leipa) je církevní správní jednotka sdružující římské katolíky na území části města Česká Lípa a v jeho okolí. Organizačně spadá do českolipského vikariátu, který je jedním z 10 vikariátů litoměřické diecéze.
Farním kostelem je kostel Povýšení svatého Kříže, který se nachází v Moskevské ulici pod hřbitovem, avšak centrem života farnosti je spíše filiální kostel svaté Maří Magdaleny v Hrnčířské ulici vedle českolipského proboštství.
Kromě českolipského děkanství ve městě existuje také dříve předměstská farnost Česká Lípa – in suburbio s Bazilikou Všech svatých. Tato českolipská basilica minor je z hlediska bohoslužeb nejnavštěvovanějším kostelem celou českolipskou římskokatolickou komunitou.

## Historie farnosti

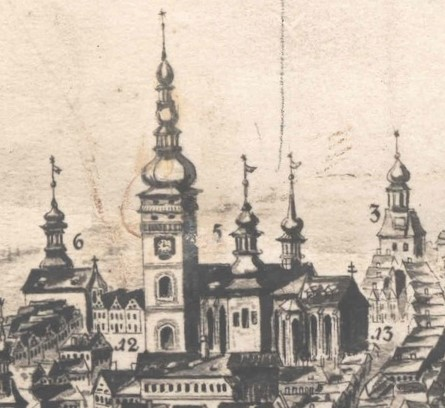
Kostel sv. Petra a Pavla zaniklý po požáru v roce 1820. Výřez z veduty z roku 1787.

### Starší události
Děkanství bylo v České Lípě (tehdy Lipá) zřízeno již kolem roku 1200. Duchovní správcové zde dlouhý čas bývali dosazováni z řad členů místní významné rodiny Veitmilů, z níž pocházel také významný kronikář doby císaře Karla IV., Beneš Krabice z Veitmile.
Po roce 1350 při farním kostele sv. Petra a Pavla existovala škola. Dochoval se záznam z roku 1391 o nadání oltáře sv. Václava a Ludmily v české kapli kostela a škole na jižní straně dnešního Škroupova náměstí, kde byla roku 1612 postavena škola nová. K roku 1406 pak na farnosti působil farář Kuník z rodu Weitmilů a pro zpívající žáky získal od měšťanů malou odměnu.
Při velkém požáru města v roce 1820 zanikl definitivně původní děkanský kostel sv. Petra a Pavla (stával v prostoru dnešního Škroupova náměstí), a jeho status byl přenesen na kostel Povýšení sv. Kříže v dnešní Moskevské ulici. V roce 1821 do České Lípy nastoupil (víceméně za trest) osvícenský kněz P. Anton Krombholz. Město i farnost byly po požáru ve značně neutěšeném stavu, a sám Krombholz popsal tehdejší situaci takto:
"Dobytčí a obecní prasečí trhy se konaly v místě, kde se jinak křesťanská obec scházela k nejsvětějším úkonům, a kde odpočívaly pozemské ostatky mnoha rodin." – sám děkan Krombholz byl také nucen žít v ubohých podmínkách. Jeho byt, jak sám píše, byl "co nejubožeji zařízen, neboť po požáru, kdy byla obec administrována, se v něm zdržovalo několik rodin a administrátor se o něj vůbec nestaral. Schody byly částečně zbořeny, střecha poškozena tak, že voda při každém dešti pronikala na všechny strany, kamna zničena, zámky od dveří zmizely, stáj a kůlna byly zbořené, krovy tu a tam vyřezány, (...) kaplani bydleli hned tam, hned jinde, jak jim vykázali byt či kde si jej sami pronajali."
Ve 40. letech 19. století byl několikrát důkladně rekonstruován kostel Povýšení sv. Kříže, který byl nakonec v letech 1896–1897 novogoticky upraven Josefem Mockerem v podstatě již do dnešní podoby. V současné době je tento kostel využíván českolipskou pravoslavnou církví k jejím bohoslužbám.

### Novější události
V polovině 20. století byla opuštěna budova původního děkanství – mohutný dvoupatrový dům v ulici Jindřicha z Lipé, a duchovní správa se přesunula do budovy někdejšího proboštství plaských cisterciáků v sousedství kostelíka sv. Máří Magdaleny, kde je dodnes sídlo duchovní správy farnosti. V letech 1952–1954 zde byl kaplanem pozdější 15. infulovaný arciděkan hornopolický, Mons. Josef Stejskal.
Za působení P. Ivana Josefa Peši, OSA byl adaptován do dnešní podoby interier kostelíka sv. Máří Magdaleny, a areál dnešního děkanství upraven do podoby, v níž existuje v podstatě dodnes. Na faře s P. Ivanem žil též jeho spolubratr, augustiniánský bratr laik, fr. Jiří Marada, OSA. Právě za P. Peši došlo ke značné obrodě náboženského života ve farnosti.
Na počátku 90. let 20. století proběhla z iniciativy farníků rekonstrukce kostela Narození Panny Marie na Palackého náměstí. Na přelomu let 1992/1993 odešel P. Peša na odpočinek, a duchovní správy se ujal dosavadní administrátor v Zákupech a českolipský kaplan Viliam Matějka. Byla dokončena rekonstrukce Mariánského kostela, který byl posléze znovu vysvěcen, a slouží dodnes bohoslužbám. V letech 1999–2011 zde byl kaplanem P. Jan Chmelař, a krátce, od listopadu 2006 do července 2007, zde byl ustanoven ještě druhý kaplan, P. Mgr. Artur Sciana (v době, kdy byl z České Lípy dočasně administrován Cvikov a k němu patřící farnosti).
Ve farnosti funguje řada aktivit, mimo jiné výuka náboženství (kterou navštěvuje cca 80 dětí). Během adventní doby jsou při bohoslužbách zpívány staročeské roráty, ve Svatém týdnu před Velikonocemi jsou při bohoslužbách zpívané pašije atd. Čas od času farnost organizuje přednášky na různá témata. V roce 2012 byly zavedeny pravidelné bohoslužby v českolipské nemocnici.

### Duchovní správcové vedoucí farnost
Začátek působnosti jmenovaného v duchovní správě farnosti od:
- 1346 Hlasso
- 1363 Jan z Veitmile (Joannes de Waitmil)[p 2]
- 1380 Kuník z Veitmile (Kuniko de Waitmil)
- 1422 Nicolaus Mordenbier
- 1461 Nicolaus
- 1469 neznámý plebán
- 1495 Gregor Zizkow
- 1506 Nicolaus Pauch
  - Balthazar Resinarius; po r. 1522 odpadl od katolické víry
- 1547-1551 Martinus Laurentius
- 1566 Petrus Retter
- 1576 Mathias Stueler
- 1576 Andreas Heine
  - Andreas Jäntsch
- 25.1.1592–22.2.1595 žádný kněz
- 1595-1597 Martinus Wencesl. Nigdi
- 1599-1600 Barth. Cramer
- 1623 Wencesl. Ulricus Teubner
- 1627 Paulus Conopaeus, OSA; n. 2. 10. 1595 Geel (Belg.), † 12. 10. 1635
- 1633 Georgius Peischel; v pořadí 1. českolipský děkan
- 1637 Henricus Schoeberg von Schoeberg, OSA
- 1638 Nicolaus Kolbius, OSA
- 1641 Maximus Dornadinus, OSA
- 1641 Daniel Frider. Bloecius
- 1650 Balthasar Ignatius Pietsch
- 1657 Martinus Leop. Hantsch
- 1658 Augustinus Franc. Keindl
- 1662 Joannes Andreas Spindler
- 1664 Christophorus Christianus Scholz von Schollenberg
- 1682 Ernestus Leop. Fischer
- 1699 Guilielmus Anton. Flixius
- 1703 Samuel Joann. Elger
- 1719 Wenceslaus Anton. Sperling
- 1746 Josef August. Beckert
- 1758 admin.[p 3] Carolus Zacke
- 1760 admin.[p 3] Joann. Christoph. Preisler
- 1797 admin.[p 3] Joann. Kunerle
- 1804 Jac. Hlawa, † 9. 4. 1806
- 1806 Joann. Luger
- 1811 dec. vacat, cap. Josef Ressel
- 1812 Franc. de Paula Pöllner
- 1813 Franc. Ringel, O. Min. Cap.; † 14. 9. 1819
- 1819 Josef Ressel, † 27. 6. 1820
- 1820 dec. vacat, cap. Josef Michel
- 1821 Anton Krombholz, farář, děkan; n. 25. 10. 1790 Nieder Politz, o. 6. 3. 1815, † 26. 2. 1869
- 1851 dec. vacat, admin. int. Franc. Schreiber
- 1852 Joann. Titz, n. 21. 6. 1801 Flöhau, o. 4. 9. 1826
- 1873 Guilielm. Seyfert, n. 22. 4. 1820 Drum, o. 25. 7. 1844, † 19. 6. 1884
- 1884 Ignat. Seidlich, n. 22. 5. 1843 Königswalde, o. 20. 7. 1869, † 25. 5. 1889
- 1889 Raimund Fuchs, n. 11. 1. 1846 Leipa, o. 20. 7. 1869, † 28. 7. 1926
- 1902 Anton Günther, n. 17. 4. 1859 Hainspach, o. 3. 6. 1883, † 12. 9. 1912
- 1912 dec. vacat, adm. int. Josef Rischling, n. 7. 12. 1884, o. 16. 7. 1911, † 8. 6. 1934 (později působil ve Šluknově, v r. 1918 vstoupil do dominikánského řádu a přijal řeholní jméno Kajetán[7])
- 1913 Theod. Schlegel, n. 12. 7. 1871 Leipa, o. 7. 7. 1895, † 9. 4. 1938
- 1. 11. 1929 Rudolph. Richter, n. 1. 12. 1885 Hainspach, o. 11. 7. 1909
  - 1. 8. 1945 Anton. Grus
  - do r. 1938 František Koucký; katecheta na gymnáziu
- 1. 4. 1949 Cyril Zaruba
- 1. 3. 1951 František Polášek
  - 1951-1952 Antonín Daniševič, OFM; kaplan
  - 1952–1954 Josef Stejskal; kaplan
  - r. 1954 Karel Rybníkář, kaplan?
- 1. 7. 1957 Jan Maria Surý, SDB
- 1. 7. 1969 Josef Ivan Peša, OSA; administrátor, n. 23. 12. 1915, o. 29. 6. 1940, † 30. 10. 1996
  - 1969-1970 Václav Josef Holas, OSA; kaplan, n. 30. 8. 1917, o. 1946, † 16. 7. 1982
- 1. 1. 1993 Viliam Matějka, administrátor, od 1. února 1999 děkan[8]
  - 1999-2011 Jan Chmelař;[9] farní vikář, n. 31. 1. 1931, o. 31. 7. 1999, † 5. 1. 2011
  - 2006-2007 Mgr. Artur Tadeusz Ściana; farní vikář, n. 14. 3. 1979, o. 24. 6. 2006

Vzhledem k tomu, že od smrti R.D. Jana Chmelaře v roce 2011 má farnost již pouze jediného kněze, od uvedeného roku zde v případě potřeby obětavě vypomáhají kněží z okolních farností, zejména z Nového Boru, Mimoně a Jestřebí.
Kromě kněží stojících v čele farnosti, působili ve farnosti v průběhu její historie i jiní kněží. Většinou pracovali jako farní vikáři, kaplani, katecheté, výpomocní duchovní aj.
| Kněží rodáci | Kněží rodáci                                | Kněží rodáci |
| Fotografie   | Jméno                                       | Informace |
| ------------ | ------------------------------------------- | --- |
|              | Anton Dröselt                               | v letech 1802-1832 lokalista v Kytlicích                                                                            |
|              | Emmanuel Cžirnich                           | v letech 1887-1890 farář v Mařenicích                                                                               |
|              | Mauritius Elbel, O.Cist.                    | opat cisterciáckého kláštera v Oseku, za časů josefinských reforem zachránil osecký klášter před zrušením           |
|              | Mauritius Franz Xaver Wenzel Elbel, O.Cist. | kněz, cisterciák ve Zlaté Koruně v jižních Čechách                                                                  |
|              | Ernestus Flixius                            | v letech 1741-1751 farář v Mařenicích                                                                               |
|              | Augustin Franz                              | v letech 1876-11895 farář na Polevsku                                                                               |
|              | Anton Friedland                             | od roku 1853 expozita v Srbské Kamenici, v roce 1857 tamtéž ustanoven (prvo-)farářem                                |
|              | Josef Friedland                             | v letech 1896-1910 děkan v Duchcově                                                                                 |
|              | Raimund Fuchs                               | kanovník litoměřické kapituly, generální vikář litoměřické diecéze                                                  |
|              | Anton Gau                                   | po roce 1853 lokalista v Dolním Žlebu                                                                               |
|              | Eduard Hanisch                              | od roku 1939 farář ve vsi Bezdězu, po roce 1945 zřejmě odsunut do Německa, † 9. 11. 1981                            |
|              | Wenzel Hauschild                            | v letech 1851-1867 farář ve Verneřicích                                                                             |
|              | Josef Ihla                                  | v letech 1812-1817 expozita v Horním Prysku                                                                         |
|              | Josef Keusch                                | děkan v Doksech |
|              | Raymund Kriesche                            | v letech 1800-1808 farář v Jestřebí                                                                                 |
|              | Josef Kunt                                  | v letech 1837-1853 lokalista v Dolním Žlebu                                                                         |
|              | Vincenz Lampel                              | expozita v Žandově                                                                                                  |
|              | August Lindner                              | v letech 1872-1881 farář ve Velenicích u Zákup                                                                      |
|              | Adalbert Melzer                             | v letech 1881-1885 farář na Kvítkově                                                                                |
|              | Jan Jindřich Karl Möltzer                   | I. infulovaný arciděkan v Horní Polici                                                                              |
|              | Augustin Václav Möltzer                     | II. infulovaný arciděkan v Horní Polici                                                                             |
|              | Thaddeus Münnich                            | farář v Jezvém |
|              | Josef Neumann                               | fundační kaplan při kostele Nejsvětější Trojice na Gottesbergu (f. Verneřice)                                       |
|              | Konrad Proche, O.Cist.                      | opat cisterciáckého kláštera v Neuzelle                                                                             |
|              | Veremund Proche, OSB                        | emauzský benediktin, probošt kláštera na Bezdězu                                                                    |
|              | Dominik Stoehr, OSB                         | emauzský benediktin, kněz, nar. 1752, prof. 1777, ord. 1780, † 24. 9. 1826                                          |
|              | Thomas Schiffner                            | v letech 1832-1840 expozita v Srbské Kamenici                                                                       |
|              | Theodor Schlegel                            | v letech 1906-1908 farář ve Slatinicích u Mostu, 1908-1912 v Konojedech, 1913-1939 děkan v České Lípě               |
|              | Josef Schönfeld                             | farář v Mařenicích                                                                                                  |
|              | Valentin Stocklöw                           | farář ve Velenicích u Zákup                                                                                         |
|              | Anton Stoessel, O.Melit.                    | v letech 1876-1881 duchovní správce ve Volfarticích                                                                 |
|              | Thaddeus Stoessel                           | v letech 1859-1862 farář v Blíževedlích, od roku 1862 do roku 1879 působil jako farář ve Stvolínkách, † 14. 7. 1883 |
|              | Antonín Straka                              | v letech 1928-1936 duchovní správce ve Volfarticích, poté 1936-1939 farář v Brenné u Zákup                          |
|              | Rudolf Watzl                                | v letech 1829-1839 expozita v Horním Prysku                                                                         |
|              | Ferdinand Wenzel                            | farář v Krompachu                                                                                                   |
|              | Hermann Zschokke                            | pomocný biskup vídeňský                                                                                             |

## Území farnosti
Do farnosti náleží území těchto obcí:
- Česká Lípa
- Okřešice
- Sosnová
- Stará Lípa

## Římskokatolické sakrální stavby na území farnosti
| | Fotografie | Stavba                         | Místo      | Bohoslužby                      | Zeměpisné souřadnice             | Status                       | Číslo kulturní památky           |
| Kostely | Kostely    | Kostely                        | Kostely    | Kostely                         | Kostely                          | Kostely                      | Kostely                          |
| --- | ---------- | ------------------------------ | ---------- | ------------------------------- | -------------------------------- | ---------------------------- | -------------------------------- |
| 1. |            | Kostel Narození Panny Marie    | Česká Lípa | bližší informace o bohoslužbách | 50°41′20″ s. š., 14°32′24″ v. d. | filiální kostel poutní místo | 18743/5-2776 (Pk•MIS•Sez•Obr•WD) |
| 2. |            | Kostel Povýšení svatého Kříže  | Česká Lípa | bližší informace o bohoslužbách | 50°41′7″ s. š., 14°32′34″ v. d.  | farní kostel                 | 29320/5-2774 (Pk•MIS•Sez•Obr•WD) |
| 3. |            | Kostel sv. Máří Magdaleny      | Česká Lípa | bližší informace o bohoslužbách | 50°40′58″ s. š., 14°32′11″ v. d. | filiální kostel              | 33485/5-2775 (Pk•MIS•Sez•Obr•WD) |
| Kaple |            |                                |            |                                 |                                  |                              |                                  |
| 4. |            | Kaple sv. Josefa               | Okřešice   | bližší informace o bohoslužbách | 50°39′26″ s. š., 14°33′26″ v. d. | hřbitovní kaple              | —                                |
| 5. |            | Kaple sv. Antonína Paduánského | Žizníkov   | bližší informace o bohoslužbách |                                  | kaple                        | —                                |
| Některé drobné sakrální stavby a pamětihodnosti lze dohledat zde v databázi Drobné sakrální památky Zaniklé sakrální stavby lze dohledat zde v databázi Poškozené a zničené kostely, kaple a synagogy v České republice |            |                                |            |                                 |                                  |                              |                                  |

Ve farnosti se mohou nacházet i další drobné sakrální stavby, místa římskokatolického kultu a pamětihodnosti, které neobsahuje tato tabulka. Mezi zaniklé sakrální stavby patří mj. kostel sv. Petra a Pavla v České Lípě, kaple Nejsvětější Trojice v Lesné a kaple sv. Antonína Paduánského v Sosnové.

## Farní obvod
Z důvodu efektivity duchovní správy byl vytvořen farní obvod (kolatura) sestávající z přidružených farností spravovaných excurrendo z farnosti – děkanství Česká Lípa – in urbe. Do této kolatury patří farnosti:
1. Česká Lípa – in suburbio
2. Dobranov
3. Horní Libchava
4. Kvítkov
5. Slunečná
6. Stružnice
7. Volfartice

Přehled těchto kolatur je v tabulce farních obvodů českolipského vikariátu.